# Chamaeleo affinis
Chamaeleo affinis är en ödleart som beskrevs av  Wilhelm Peter Eduard Simon Rüppel 1845. Chamaeleo affinis ingår i släktet Chamaeleo och familjen kameleonter. Inga underarter finns listade i Catalogue of Life.